# Station Susz
Station Susz is een spoorwegstation in de Poolse plaats Susz.